# Ян Моравек
Ян Моравек (чеськ. Jan Morávek, нар. 1 листопада 1989, Прага) — чеський футболіст, нападник клубу «Богеміанс 1905».

## Клубна кар'єра
Народився 1 листопада 1989 року в місті Прага. Вихованець футбольної школи клубу «Богеміанс 1905». Дорослу футбольну кар'єру розпочав 2007 року в основній команді того ж клубу, в якій провів два сезони, взявши участь у 33 матчах чемпіонату.
Влітку 2009 року за 2,5 млн євро перейшов в німецький «Шальке 04», проте завоювати місце в основному складі не зміг, тому наступний сезон 2010—11 на правах оренди провів за «Кайзерслаутерн». Більшість часу, проведеного у складі «Кайзерслаутерна», був основним гравцем атакувальної ланки команди. Влітку 2011 року Моравек повернувся в Гельзенкірхен, але знову стати основним гравцем не зміг.
30 грудня 2011 року на правах оренди до кінця сезону перейшов в «Аугсбург», який по завершенні оренди викупив контракт футболіста. Наразі встиг відіграти за аугсбурзький клуб 9 матчів в національному чемпіонаті.

## Виступи за збірні
2006 року дебютував у складі юнацької збірної Чехії, взяв участь у 17 іграх на юнацькому рівні, відзначившись 5 забитими голами.
Протягом 2009–2011 років залучався до складу молодіжної збірної Чехії, разом з якою взяв участь у молодіжному чемпіонаті світу 2009 року та молодіжному чемпіонаті Європи 2011 року. Всього на молодіжному рівні зіграв у 12 офіційних матчах.
3 березня 2010 року дебютував в офіційних матчах у складі національної збірної Чехії в товариській грі проти збірної Шотландії. Моравек на 79 хвилині замінив Ярослава Плашила, а його збірна програла з рахунком 0-1. Наразі провів у формі головної команди країни 3 матчі.

## Титули і досягнення
- Володар Суперкубка Німеччини (1):

«Шальке 04»: 2011